# Тетау (Бранденбург)
Тетау (њем. Tettau) општина је у њемачкој савезној држави Бранденбург. Једно је од 25 општинских средишта округа Обершпревалд-Лаузиц. Према процјени из 2010. у општини је живјело 834 становника. Посједује регионалну шифру (AGS) 12066316.

## Географски и демографски подаци
Тетау се налази у савезној држави Бранденбург у округу Обершпревалд-Лаузиц. Општина се налази на надморској висини од 94 метра. Површина општине износи 8,8 km². У самом мјесту је, према процјени из 2010. године, живјело 834 становника. Просјечна густина становништва износи 95 становника/km².